# John Prausnitz
John Michael Prausnitz (* 7. Januar 1928 in Berlin) ist ein Professor des Chemieingenieurwesens an der University of California, Berkeley. Er hatte maßgeblichen Anteil an der Entwicklung vieler gE-Modelle, wie NRTL und UNIQUAC, zur Beschreibung von Aktivitätskoeffizienten, die bei der Modellierung von Phasengleichgewichten eine große Rolle spielen.

## Leben
John Prausnitz wurde 1928 in Berlin geboren, immigrierte jedoch bereits 1937, im Alter von neun Jahren, in die Vereinigten Staaten. 1950 erhielt er seinen Bachelorgrad in Chemical Engineering an der Cornell University. 1951 erwarb er seinen Mastergrad an der University of Rochester. Seinen Doktorgrad erwarb er an der Princeton University in der Arbeitsgruppe von R. H. Wilhelm. 1955 kam er an die University of California, Berkeley. Seine Arbeitsschwerpunkte waren die chemische Thermodynamik, insbesondere die Phasengleichgewichte, und die physikalische Eigenschaften von Stoffen. 1973 wurde er in die National Academy of Sciences, 1988 in die American Academy of Arts and Sciences gewählt. 2004 ging er in den Ruhestand, blieb jedoch weiterhin regelmäßig in der Universität aktiv.